# Octavio Paz Vásquez
Octavio Paz Vásquez (Oaxaca de Juárez, Oaxaca, 10 de marzo de 1996) es un futbolista mexicano que se desempeña en la posición de portero. Actualmente juega con los Alebrijes de Oaxaca de la Liga de Expansión MX.

## Clubes
| Club          | País   | Año             |
| ------------- | ------ | --------------- |
| Pachuca       | México | 2014            |
| Tlaxcala      | México | 2015 - 2016     |
| Veracruz      | México | 2017 - 2018     |
| Irapuato      | México | 2018 - 2019     |
| Alebrijes     | México | 2019 - 2020     |
| Tlaxcala      | México | 2020            |
| Pumas         | México | 2021            |
| Pumas Tabasco | México | 2022            |
| Alebrijes     | México | 2022 - Presente |

## Palmarés

### Campeonatos nacionales
| Título     | Club      | País   | Año           |
| ---------- | --------- | ------ | ------------- |
| Ascenso MX | Alebrijes | México | Apertura 2019 |

- Datos: Q107194811